# Molí d'Agustí Sala

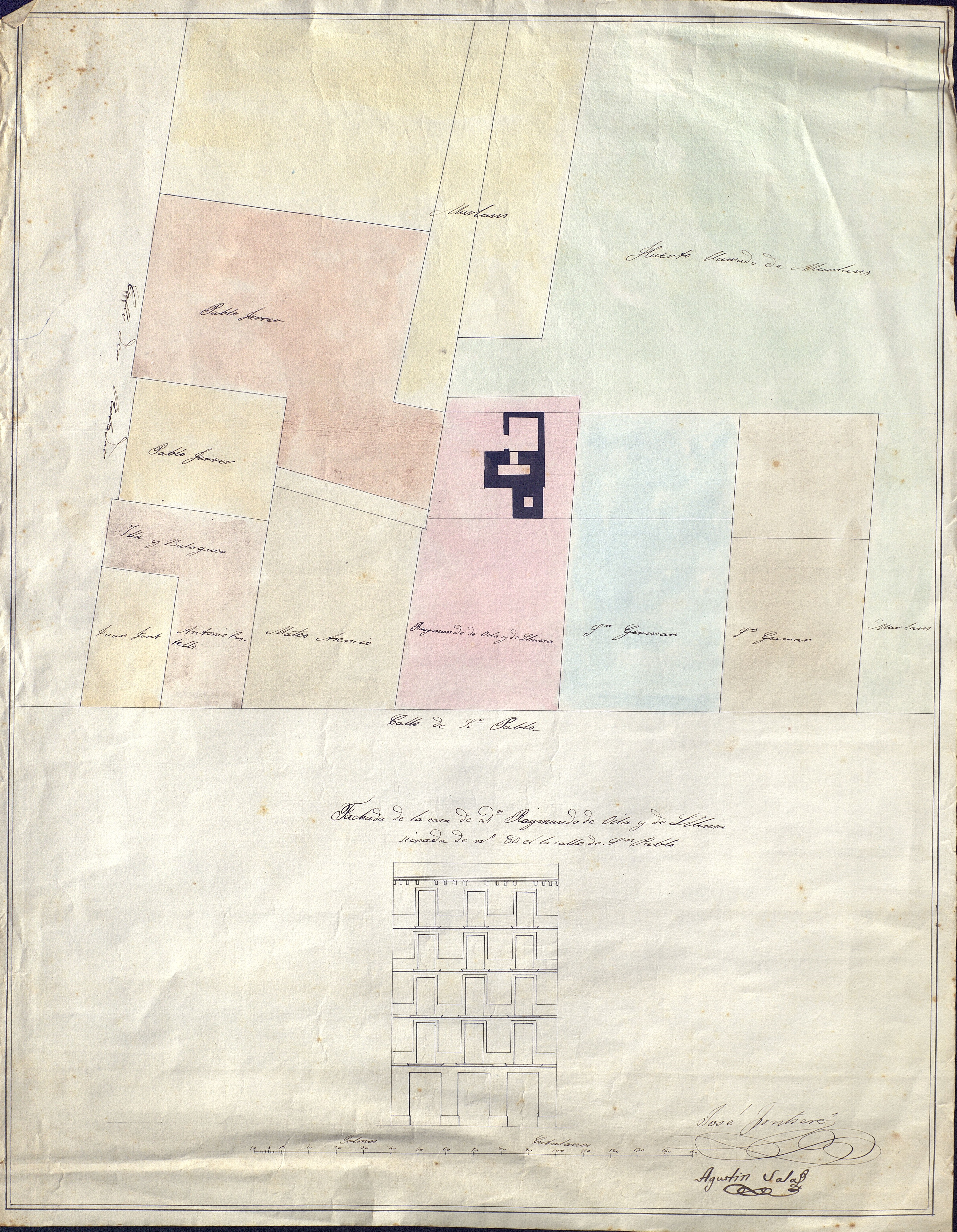
Façana i planta de la casa de Ramon de Vilar i de Llança al carrer de Sant Pau, on Agustí Sala té instal·lada una màquina de vapor. Josep Fontserè (1846)

El molí d'Agustí Sala era una indústria dedicada a la molta de pal de campetx (matèria utilitzada comunament en la indústria tèxtil com a tint per a flassades i teixits en general) i drogues. Segons un article publicat a finals del segle xviii, aquesta tècnica va ser una innovació holandesa que permetia extreure'n més quantitat de tint que la maceració.
Abans del 1846 (any de la legalització de la màquina de vapor), un tal Agustí Sala es va instal·lar als baixos del núm. 56 (antic 80) del carrer de Sant Pau, un edifici propietat de Ramon de Vilar i de Llança.
A començaments del 1863, i segurament motivat per la urbanització del carrer de Mendizabal (actualment Junta de Comerç), Sala es va traslladar a la casa-fàbrica Escuder de la plaça de Sant Pere. Tanmateix, uns mesos després, va demanar permís per a instal·lar una caldera de vapor en els solars A i C de l'illa 6 de l'Eixample «frente á la calle de la Cera», del que no hi ha notícies més enllà de la dècada del 1880, quan era cita com a «Solá (Agustín), molino de palos tintóreos y drogas, Parlamento, 46.»,